# Bokspits
Bokspits es un pueblo situado en el Distrito de Kgalagadi de Botsuana. Es el pueblo más meridional de Botsuana, está situado cerca de la frontera con Sudáfrica, junto al Parque Transfronterizo de Kgalagadi. Bokspits se encuentra justo en la confluencia de los ríos Nossob y Molopo. En Bokspits se puede encontrar una gran variedad de comercios y servicios tales como guardería, escuela primaria, clínica, comisaría de policía, oficina de correos, oficinas gubernamentales, iglesias, pista de aterrizaje y varias tiendas, (supermercados, cooperativas, distribuidores generales, restaurantes, varios bares y embotelladoras). En Bokspits existen varios equipos de fútbol, siendo en más importante el Bokspits United Brothers. En los últimos años Bokspits ha experimentado un gran crecimiento y desarrollo, buena muestra de ello son las nuevas carreteras asfaltadas y las nuevas redes de comunicación instaladas. Según el censo oficial del estado de Botsuana, la población contaba con 507 habitantes en el año 2011.